# آب‌انبار هفت بادگیر
آب‌انبار هفت بادگیر مربوط به دوره قاجار است و در شهرستان اشکذر، بخش مرکزی، روستای عصر آباد واقع شده و این اثر در تاریخ ۱۷ اسفند ۱۳۸۱ با شمارهٔ ثبت ۷۷۵۳ به‌عنوان یکی از آثار ملی ایران به ثبت رسیده است.